# Hexalectris colemanii
Hexalectris colemanii är en orkidéart som först beskrevs av Paul Miles Catling, och fick sitt nu gällande namn av A.H.Kenn. och L.E.Watson. Hexalectris colemanii ingår i släktet Hexalectris och familjen orkidéer. Inga underarter finns listade i Catalogue of Life.